# Alexandra Viktorovitch
Alexandra Viktorovitch (* 13. Oktober 2000 in Jönköping) ist eine schwedische Tennisspielerin.

## Karriere
Viktorovitch spielt vorrangig auf der ITF Women’s World Tennis Tour, wo sie bislang zwei Titel im Doppel gewinnen konnte.
2015 gewann sie die Konkurrenz der U16 der SALK Open sowohl im Einzel als auch im Doppel.
2024 wurde sie schwedische Meisterin im Dameneinzel.

### College Tennis
Von 2019 bis 2023 spielte Viktorovitch für das Damentennisteam der Lady Monarchs der Old Dominion University.

## Turniersiege

### Doppel
| Nr. | Datum            | Turnier   | Kategorie   | Belag             | Partnerin     | Finalgegnerinnen                    | Ergebnis         |
| --- | ---------------- | --------- | ----------- | ----------------- | ------------- | ----------------------------------- | ---------------- |
| 1.  | 27. Oktober 2018 | Stockholm | ITF $15.000 | Hartplatz (Halle) | Lisa Zaar     | Anastasia Kulikova Elena Malõgina   | 7:5, 7:5         |
| 2.  | 29. Juni 2019    | Tabarka   | ITF W15     | Sand              | Fanny Östlund | Martina Capurro Taborda Anna Turati | 6:3, 2:6, [10:8] |

## Persönliches
Alexandra ist die Tochter von Igor Viktorovitch, der 2019 an Bauchspeicheldrüsenkrebs verstarb. Ihr Bruder Alexej lebt in Finnland, wo der ehemalige Klavierspieler heute als Produzent arbeitet. Sie besuchte die Internationella Engelska Skolan i Jönköping und machte 2024 ihren Abschluss als Master of Business Administration an der Old Dominion University.